# 愛旭莉·葛拉漢
阿什莉·格拉汉姆是卡普空开发的生存恐怖游戏生化危机系列中的角色。她首次在2005年的《生化危机4》中亮相，设定为美国现任总统的女儿。她遭到西班牙邪教团体光明教的短暂关押，以达到他们对美国总统施加影响的目的，后来她被游戏主角里昂·S·甘乃迪救出。
阿什莉最初是《生化危机4》初版中的一个重要可玩角色，由游戏设计师川村泰久设计。但由于开发团队发生了重大结构性变化，导致初版《生化危机4》被取消，她的角色定位改成了手无寸铁的同伴角色。阿什莉的角色形象受到了游戏媒体广泛的负面评价，许多评论员质疑她作为刻板的遇险少女和同伴角色在游戏中的用处。在2023年的重制版中，她的角色经过重新设计后使玩家有了更好的护送体验，这一改变受到了媒体的赞扬。

## 构思与设计
阿什莉最初由游戏设计师川村泰久创建，起初她没有名字，只是被称为“女孩”。川村最初计划使她成为《生化危机4》初版中的第二个可玩角色，并以该角色为核心构建了“城堡”、“幻觉”和“僵尸”场景。在“城堡”场景中，她被强制关押在城堡的地下实验室中，成为测试对象。后来她训练了一只能听从她命令的变异狗，并在它的帮助下设法逃脱。在2002年东京电玩展后，川村和杉村升的“城堡”游戏剧本被废弃，不过川村仍根据这一故事编写了新的剧本。
2003年末，三上真司接任项目总监后，以杉村提供的“城堡”剧本为基础重新启动了开发工作。原本正在开发中的《生化危机4》初版被放弃。“女孩”的角色经过重新设计，成为美国总统的女儿，是玩家里昂·S·甘乃迪的营救目标。她被设定为一个“非常柔弱”的伙伴，玩家必须引导并协助她穿越障碍，并保护她免受敌人的伤害。阿什莉主要由AI控制，但玩家也可以指示她等待或隐藏。游戏中的一些剧情流程会以她的视角进行。
在《生化危机4 重制版》中，开发团队拓展了阿什莉的角色塑造以及与里昂的关系。与原版相比，重制版中的阿什莉不能被单独留下，她会一直跟随里昂，不过玩家可以命令她跟紧或者保持距离。重制版的联合总监安保康弘解释了这一变化：“作为角色，我们希望她始终在你身边，这样她就能给你留下深刻的印象。而作为游戏，在原版中让她在你战斗时躲起来，有时很有趣。但让像阿什莉这样的角色暂时消失的做法感觉有些浪费。我们希望在重制版中避免这种情况。”重制版移除了阿什莉的生命条，但她受到过多攻击后会被击倒，里昂必须在她遭受进一步攻击前救起她。此外，阿什莉也可能会被敌人抱走，如果里昂没有及时解救而她被抱离里昂太远，游戏就会结束。开发团队还修改了她的服装和整体设计，使她更像真正的伙伴，而不是遇险少女。
美国配音演员卡罗琳·劳伦斯在《生化危机4》中为阿什莉·格拉汉姆提供英语配音，她形容自己的角色“脆弱，因此里昂不得不一直去救她”。在《生化危机4 重制版》中，阿什莉的脸模为荷兰模特兒艾拉·弗雷亚（Ella Freya），而加拿大演员吉纳维芙·布赫纳则为阿什莉提供英语配音。

## 出场

### 《生化危机4》
阿什莉·格拉汉姆，20岁，是新当选的美国总统的女儿。她在从马萨诸塞州回家的路上被雇佣兵杰克·克劳薩（Jack Krauser）绑架，随后被“光明教”（Los Illuminados）囚禁在西班牙某个小镇上。里昂·S·肯尼迪的目标是找到并解救她，在寻找阿什莉的途中，他被捕获并被植入寄生虫（Las Plagas）。里昂找到她后发现她同样被植入了寄生虫，因为光明教计划控制她后将其送回美国。
随后，里昂和阿什莉一起寻找摆脱体内寄生虫的方法，以免被教主奥斯蒙·萨德勒（Osmund Saddler）控制。在萨德勒被消灭后，他们乘坐艾達·王留下的摩托艇逃离了即将沉没的岛屿。里昂婉拒了阿什莉请他去她家拜访的邀请。最后他们被美国政府特工带回。
阿什莉也在2023年的《生化危机4 重制版》中登场。与里昂相比，她在玩法方面得到了重大改进，生命条被取消，并且在丧失行动能力后能够自动恢复。对阿什莉的指挥方式也有所改变，相比原版的“等待”或“跟随”命令，重制版中她可以与里昂保持距离，为他提供一些战斗空间，或者紧紧跟随他。此外，阿什莉还有几种服装可供选择，玩家可以在首次通关游戏后使用获得的完成点（CP）兑换。

### 其他
在2021年的Netflix动画迷你剧《惡靈古堡：無盡闇黑》中，有一个短暂的镜头展示了阿什莉·格拉汉姆的照片，该剧的故事发生在《生化危机4》事件之后。她的父亲格拉汉姆总统是该迷你剧的主角之一。在2023年《生化危机4 重制版》发布之前，卡普空推出了《生化危机》名作剧场的宣传动画，讲述了里昂和阿什莉的故事。

## 评价

### 原版評價

阿什莉在《生化危机4》中的原始设计和人物形象受到了批评，被认为是性化的遇险少女

在《生化危机4》中，阿什莉的形象受到的评价大多数为负面。许多游戏媒体批评她是最糟糕或最令人讨厌的电子游戏角色之一。《Vice》的托德特·格尔多夫（Toadette Geldof）称她是有史以来最无能的电子游戏角色之一，评论道：“她太无能了，甚至无法真正独立行走，所以你必须背着她到处走，然后在你需要杀敌的时候才能把她放下”。女权主义媒体评论家阿妮塔·萨克伊西恩在《比喻与电子游戏中的女性》（Tropes vs. Women in Video Games）系列视频中也称阿什莉是一个看起来很无助的遇险少女，认为保护她会给玩家带来很多挫败感。 GamePro的莎玛拉·萨默（Samara Summer）希望阿什莉不要出现在《生化危机4 重制版》中，称“她无法战斗，不能自救，甚至不能自己找个藏身之处。她的尖叫也无法让我产生帮助她的意愿”。不过，Shacknews的大卫·克拉多克（David Craddock）将阿什莉列为他最喜欢的电子游戏同伴之一，称“当你和她在一起时，她很乐意在你清除敌人时躲在垃圾箱里。如果所有的同伴都这么好相处就好了。”
在《生存恐怖电子游戏中的沉浸感、叙事和性别危机》（Immersion, Narrative, and Gender Crisis in Survival Horror Video Games）一书中，作者安德烈·纳埃（Andrei Nae）指出阿什莉不断请求里昂的帮助，充分展示了遇险少女的性别形象。伯納德·佩隆（Bernard Perron）在其著作《恐怖电子游戏的世界：电子游戏恐怖元素研究》（The World of Scary Video Games: A Study in Videoludic Horror）中认为一些角色已经被性化，以阿什莉为例，她可以将学生制服换成一套“突出其胸部”的白色明星装。

### 重製版評價
媒体对于阿什莉在2023年重制版中的形象表示了赞赏，称她不再是一个被性化的遇险少女。DualShockers的伊利亚·比姆（Elijah Beahm）赞赏了控制阿什莉游玩的章节，称她现在有机会展示自己真正的能力，而不再只是像在原版游戏中那样，只能极快地摇动旧机器和拉动开关。维萨尔·普莱恩（Vixal Plane）认为应该有一个关于阿什莉的DLC或独立游戏。TheGamer的潔德·金（Jade King）指出，重制版避免了对阿什莉的性化，玩家不会再看到她的裙底。同样，Kotaku的阿什莉·巴德汉（Ashley Bardhan）赞扬了阿什莉的新角色造型，特别是用裙裤代替她的裙子的决定，但批评了她在角色塑造方面的整体改进还不够。然而，潔德·金（Jade King）持不同意见，认为她作为一个角色得到了显著的改进。Inverse的约瑟夫·亚登（Joseph Yaden）和PCGamesN的艾德·史密斯（Ed Smith）都指出，阿什莉已经从无助的遇险少女转变为更像是同伴。

### 網絡文化
阿什莉在Twitter上已成为一种名为“Moushley”（阿鼠莉）的網路迷因，源于粉丝们分享的一幅将阿什莉画成老鼠的粉丝画作。粉丝们还制作了各种相关模组。卡普空对此也予以认可，官方《生化危机》帐号在回应这个迷因时发布了老鼠和奶酪的表情符号。在中文玩家社群中，阿什莉也因经常给玩家制造麻烦而有“碍事莉”“碍事梨”的外号。